# TYR Sport
Pour les articles homonymes, voir Tyr (homonymie).
TYR Sport est une entreprise américaine fabriquant du matériel de natation, en particulier de combinaisons et lunettes. Fondée en 1985 par Steeve Furniss et Joseph DiLorenzo. Son siège se situe à Huntington Beach, en Californie. Cependant elle possède une franchise en France, à Mulhouse. C'est l'équipementier officiel de l'équipe de France de natation.